# Lisa Gruber
Lisa Gruber (26 de diciembre de 2004) es un deportista de Austria que compite en atletismo. Ganó una medalla de bronce en el Campeonato Europeo de Atletismo Sub-20 de 2021, en la prueba de salto con pértiga.